# Хо Джун И
Хо Джун И (кор. 허준이, Джун Ху; 1983, Стэнфорд, Калифорния, США) — корейско-американский математик, профессор Принстонского университета, лауреат Филдсовской премии (2022).

## Биография
Родился в 1983 году в Стэнфорде в Калифорнии, где его родители заканчивали аспирантуру; позже семья вернулась в Южную Корею, где он и вырос. Его мать преподавала русский язык и литературу, а отец — статистику. В школьные годы Ха не интересовался математикой и считал, что не очень хорош в ней, вместо этого он посвящал себя писательству и поэзии. Он написал множество стихов и новелл, которые в основном был посвящены личным переживаниям. В 2002 году поступил в Сеульский университет, во время обучения понял, что не сможет зарабатывать на жизнь поэзией и решил стать научным журналистом, специализирующимся на физике и астрономии.
В последние годы обучения в университете он начал ходить на лекции недавно прибывшего японского математика Хэйсукэ Хиронаки — лауреата Филдсовской премии. Посещая лекции, студент надеялся, что Хиронака станет первым героем его журналистской работы. Ха пользовался возможностью и старался больше общаться с математиком, сам Хиронака вспоминал об общении с Джуном так: «Обычно я не отказываюсь от разговора со студентами, но и не ищу общения с ними. Джун стал сам обращаться ко мне». В 2009 году по настоянию математика подал документы в несколько учебных заведений США, чтобы учиться в аспирантуре. Ему не доставало квалификации (в вузе Джун в математике не специализировался, а посетил лишь несколько математических курсов, и его результаты нельзя было назвать выдающимися). Одним из главных аргументов в заявке на поступление была рекомендация от Хиронаки, однако большинство приёмных комиссий это не впечатлило. Джуну отказали почти все учебные заведения, кроме Иллинойсского университета в Урбане-Шампейне, где он и начал обучение осенью 2009 года.

## Карьера
В Иллинойсе вёл работу, в ходе которой смог доказать теоретико-графовую гипотезу, сформулированную итальянским математиком Джан-Карло Ротой. В 2009 году в докторской диссертации доказал гипотезу Рида об унимодальности коэффициентов хроматических многочленов в контексте теории графов. В совместной работе с Каримом Адипрасито и Эриком Кацем доказал гипотезу Херона — Роты — Уэлша о логарифмической вогнутости характеристического многочлена матроидов.
В 2022 году награждён Филдсовской премией.